# Battlestations: Midway
Battlestations: Midway – strategiczna gra czasu rzeczywistego z elementami gry akcji w realiach II wojny światowej na Pacyfiku, wydana przez Eidos Interactive na platformy Xbox 360, Windows oraz OS X.

## Rozgrywka
W Battlestations: Midway dokonano hybrydy dwóch gatunków. Gracz otrzymuje podczas misji grupę jednostek floty, którymi może dowodzić między innymi poprzez wskazywanie celów, nakaz obserwacji fragmentu wód i łączenie w grupy – jest to element strategiczny. Jednocześnie może przejąć kontrolę nad jedną z jednostek, co nadaje grze elementu zręcznościowego.

## Gra wieloosobowa
Battlestations: Midway umożliwia grę wieloosobową. Jednocześnie w trybach rozgrywki wieloosobowej może uczestniczyć ośmiu graczy. Rozgrywka polega na działaniu zespołowym. Gracz wybiera, po której stronie zamierza walczyć (alianci lub Japończycy).
Od grudnia 2012 wbudowane w grę usługi gry wieloosobowej w Internecie nie są już dostępne. Stało się tak na skutek zakończenia wsparcia dla gry Battlestations: Midway przez GameSpy. Obecnie gra sieciowa możliwa jest przez połączenie się z serwisem „Gameranger”.